# Ploudiry
Ploudiry (bretonisch Plouziri) ist eine französische Gemeinde mit 879 Einwohnern (Stand: 1. Januar 2022) im Département Finistère im Westen der Bretagne. Sie gehört zum Arrondissement Brest und ist Mitglied im Gemeindeverband Communauté d’agglomération du pays de Landerneau-Daoulas. Die Bewohner werden Ploudiryens und Ploudiryennes genannt.

## Geografie

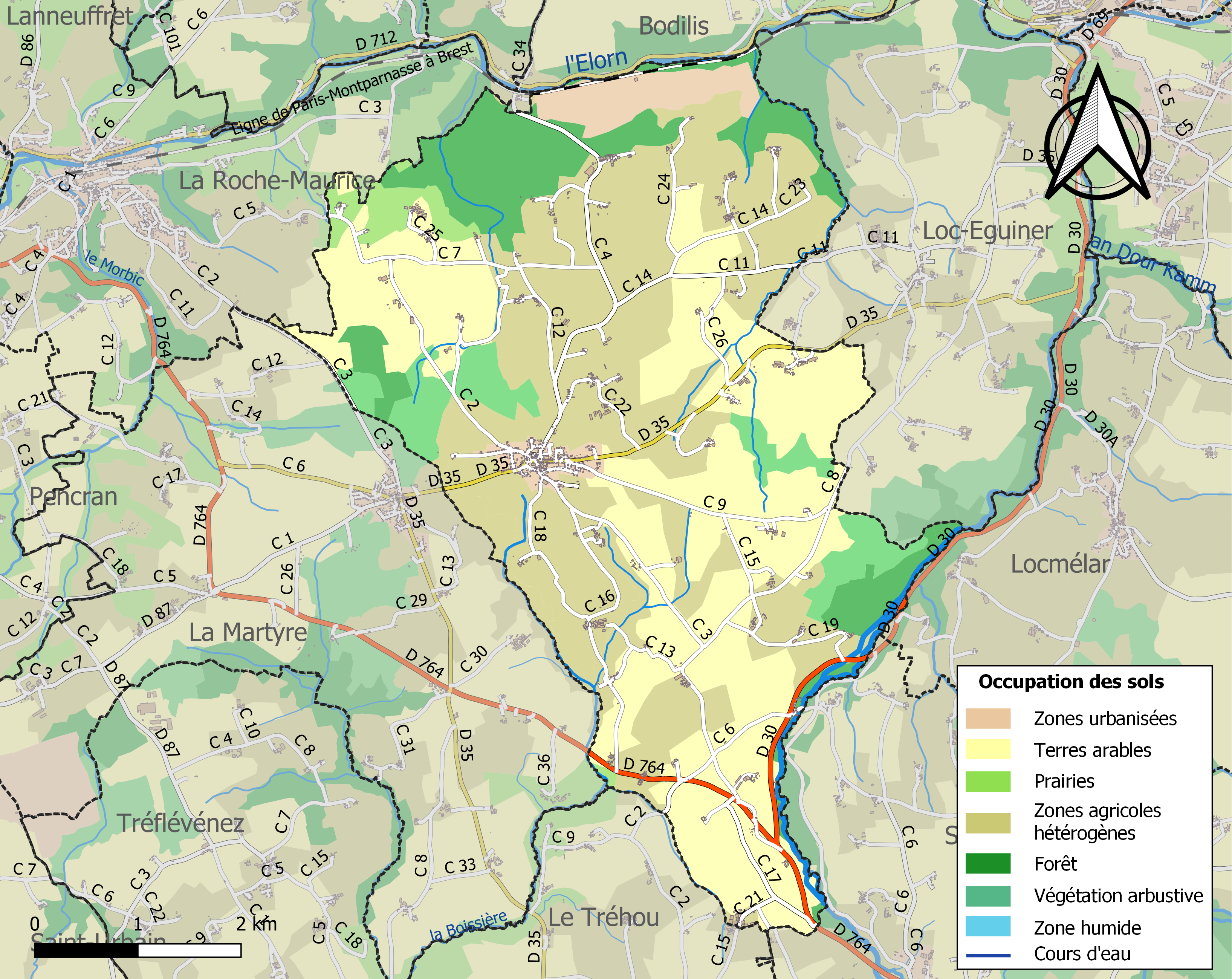
Bodennutzung, Hydrografie und Infrastruktur der Gemeinde (2018)

Ploudiry befindet sich in der historischen Provinz Pays de Léon, etwa 26 Kilometer nordöstlich von Brest. Die ländliche Landschaft besteht traditionell aus Bocage mit Streusiedlungen in Weilern und isolierten Bauernhöfen. Seine Höhe ist für die Region relativ hoch, wobei die Höhe im Zentrum 189 m beträgt und am höchsten Punkt 191 m erreicht. Das Relief ist mäßig hügelig und fällt von Südosten nach Nordwesten allmählich ab.
Die Gemeinde grenzt im Südosten an das Tal Küstenflusses Élorn, einen Fluss, der in den Monts d’Arrée entspringt und in einem tiefen und bewaldeten Tal in das Gemeindegebiet fließt. Diese tiefen Täler sind zahlreich und mehrere Bäche, beispielsweise die Boissière, entspringen in der Gemeinde, bevor einige in den Élorn münden, andere in Richtung der Rade de Brest im Westen fließen.
Das Gebiet von Ploudiry ist Teil des Natura 2000-Schutzgebiets „Rivière Elorn“ (FR5300024) und von drei ZNIEFF-Naturzonen. Weit über drei Viertel der Fläche der Gemeinde werden landwirtschaftlich genutzt, etwa 11 % sind bewaldet.
Umgeben wird Ploudiry von den acht Nachbargemeinden:
| La Roche-Maurice | Saint-Servais (Berührungspunkt) Bodilis     | Loc-Eguiner |
|                  | Kompassrose, die auf Nachbargemeinden zeigt | Locmélar    |
| La Martyre       | Le Tréhou                                   | Sizun       |

## Geschichte
Ursprünglich war die Gemeinde Ploudiry, deren alte Schreibweise „Ploedriri“ im Altbretonischen „Gemeinde der Eichen“ bedeutete. Im Jahr 1173 wurde die Pfarrei unter diesem Namen erstmals schriftlich erwähnt.

## Bevölkerungsentwicklung
| Ploudiry: Einwohnerzahlen von 1793 bis 2020                                                                                | Ploudiry: Einwohnerzahlen von 1793 bis 2020 | Ploudiry: Einwohnerzahlen von 1793 bis 2020 | Ploudiry: Einwohnerzahlen von 1793 bis 2020 | Ploudiry: Einwohnerzahlen von 1793 bis 2020 |
| --- | ------------------------------------------- | ------------------------------------------- | ------------------------------------------- | ------------------------------------------- |
| Jahr |                                             |                                             |                                             | Einwohner                                   |
| 1793 | 1793                                        |                                             | 1.570                                       | 1.570                                       |
| 1800 | 1800                                        |                                             | 1.276                                       | 1.276                                       |
| 1806 | 1806                                        |                                             | 1.263                                       | 1.263                                       |
| 1821 | 1821                                        |                                             | 1.440                                       | 1.440                                       |
| 1831 | 1831                                        |                                             | 1.497                                       | 1.497                                       |
| 1836 | 1836                                        |                                             | 1.600                                       | 1.600                                       |
| 1841 | 1841                                        |                                             | 1.664                                       | 1.664                                       |
| 1846 | 1846                                        |                                             | 1.776                                       | 1.776                                       |
| 1851 | 1851                                        |                                             | 1.678                                       | 1.678                                       |
| 1856 | 1856                                        |                                             | 1.631                                       | 1.631                                       |
| 1861 | 1861                                        |                                             | 1.467                                       | 1.467                                       |
| 1866 | 1866                                        |                                             | 1.487                                       | 1.487                                       |
| 1872 | 1872                                        |                                             | 1.478                                       | 1.478                                       |
| 1876 | 1876                                        |                                             | 1.528                                       | 1.528                                       |
| 1881 | 1881                                        |                                             | 1.487                                       | 1.487                                       |
| 1886 | 1886                                        |                                             | 1.513                                       | 1.513                                       |
| 1891 | 1891                                        |                                             | 1.514                                       | 1.514                                       |
| 1896 | 1896                                        |                                             | 1.422                                       | 1.422                                       |
| 1901 | 1901                                        |                                             | 1.371                                       | 1.371                                       |
| 1906 | 1906                                        |                                             | 1.335                                       | 1.335                                       |
| 1911 | 1911                                        |                                             | 1.369                                       | 1.369                                       |
| 1921 | 1921                                        |                                             | 1.244                                       | 1.244                                       |
| 1926 | 1926                                        |                                             | 1.272                                       | 1.272                                       |
| 1931 | 1931                                        |                                             | 1.186                                       | 1.186                                       |
| 1936 | 1936                                        |                                             | 1.094                                       | 1.094                                       |
| 1946 | 1946                                        |                                             | 1.038                                       | 1.038                                       |
| 1954 | 1954                                        |                                             | 930                                         | 930                                         |
| 1962 | 1962                                        |                                             | 854                                         | 854                                         |
| 1968 | 1968                                        |                                             | 770                                         | 770                                         |
| 1975 | 1975                                        |                                             | 677                                         | 677                                         |
| 1982 | 1982                                        |                                             | 736                                         | 736                                         |
| 1990 | 1990                                        |                                             | 822                                         | 822                                         |
| 1999 | 1999                                        |                                             | 809                                         | 809                                         |
| 2006 | 2006                                        |                                             | 887                                         | 887                                         |
| 2013 | 2013                                        |                                             | 905                                         | 905                                         |
| 2020 | 2020                                        |                                             | 894                                         | 894                                         |
| Quelle(n): EHESS/Cassini bis 1999, INSEE ab 2006 Anmerkung(en): Ab 1962 offizielle Zahlen ohne Einwohner mit Zweitwohnsitz |                                             |                                             |                                             |                                             |

## Sehenswürdigkeiten
- Der umfriedete Pfarrbezirk von Ploudiry ist aus zweifarbigem Granit gestaltet. Das Beinhaus aus dem Jahr 1635 wurde 1700 zerstört, 1713 wieder aufgebaut, dann verlegt und 1731 in identischer Form wieder aufgebaut. Eine Kirche aus dem 16. Jahrhundert existierte sicherlich, aber von ihr ist nichts mehr übrig. Nur die Südvorhalle aus dem Jahr 1665 (am 18. Februar 1916 als MH aufgeführt) blieb beim Wiederaufbau der Pfarrkirche Saint-Pierre (Kirchenschiff, Querschiff und Apsis) im Jahr 1700 erhalten. Der untere Teil der Kirche wurde im 19. Jahrhundert umgebaut. Der Glockenturm wurde im 17. und 18. Jahrhundert mehrmals umgebaut. Am 19. Februar 1850 stürzte er ein und zerstörte den unteren Teil der Kirche. Das Gewölbe ist getäfelt und bemalt. Die Kirche birgt zahlreiche Ausstattungsgegenstände, die in der Base Palissy gelistet sind, darunter eine große Anzahl, die als Monument historique der beweglichen Objekte klassifiziert sind. Südvorhalle, Apsis und Beinhaus sind seit 1916 als Monument historique klassifiziert, die Westfassade der Kirche, Glockenturm und Langhaus der Kirche, die beiden Calvaires und die Umfriedung des Pfarrbezirks sind seit 1997 als Monument historique eingeschrieben.
- Die Kapelle Saint-Antoine und ihr Calvaire stammen aus dem 17. Jahrhundert.
- Zwölf Kreuze und Calvaires sind auf dem Gemeindegebiet verzeichnet.

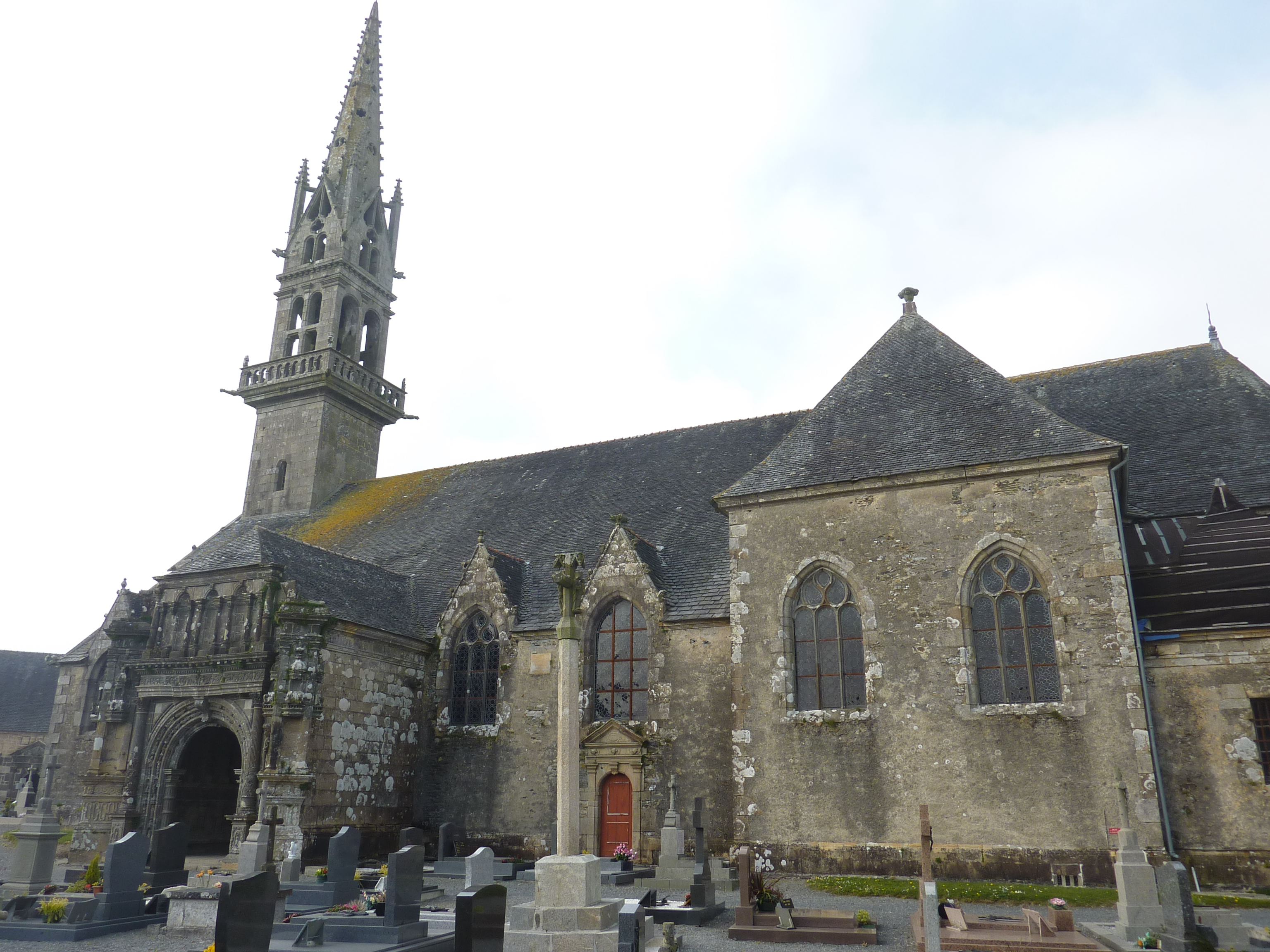
Pfarrkirche Saint-Pierre, Südseite
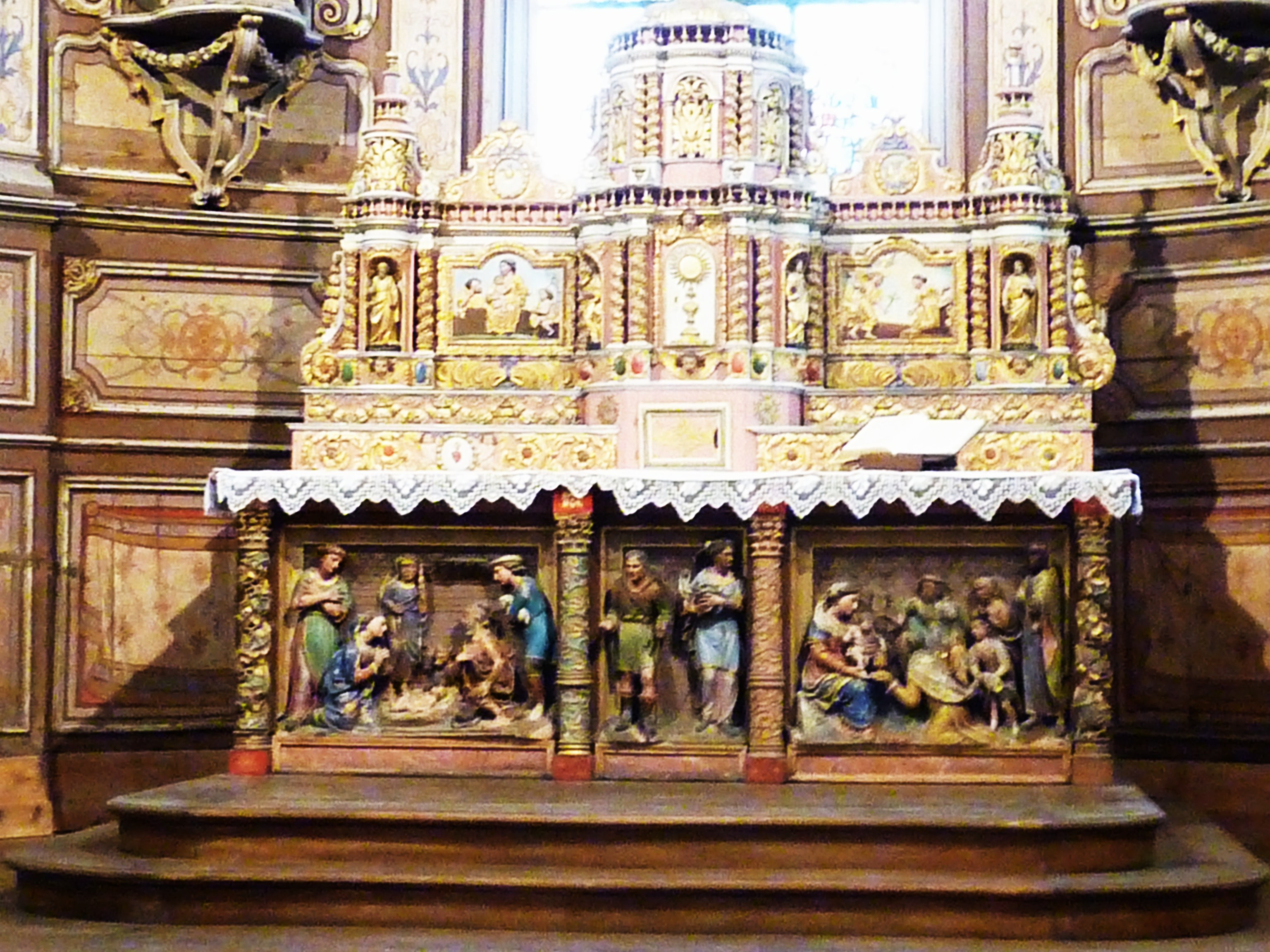
Pfarrkirche Saint-Pierre, Hauptaltar
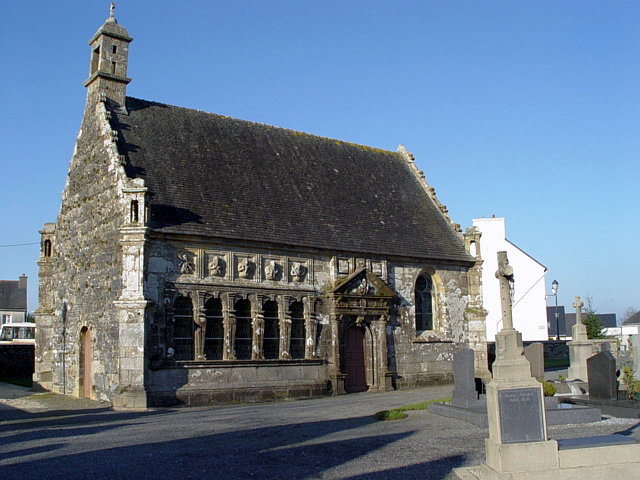
Beinhaus
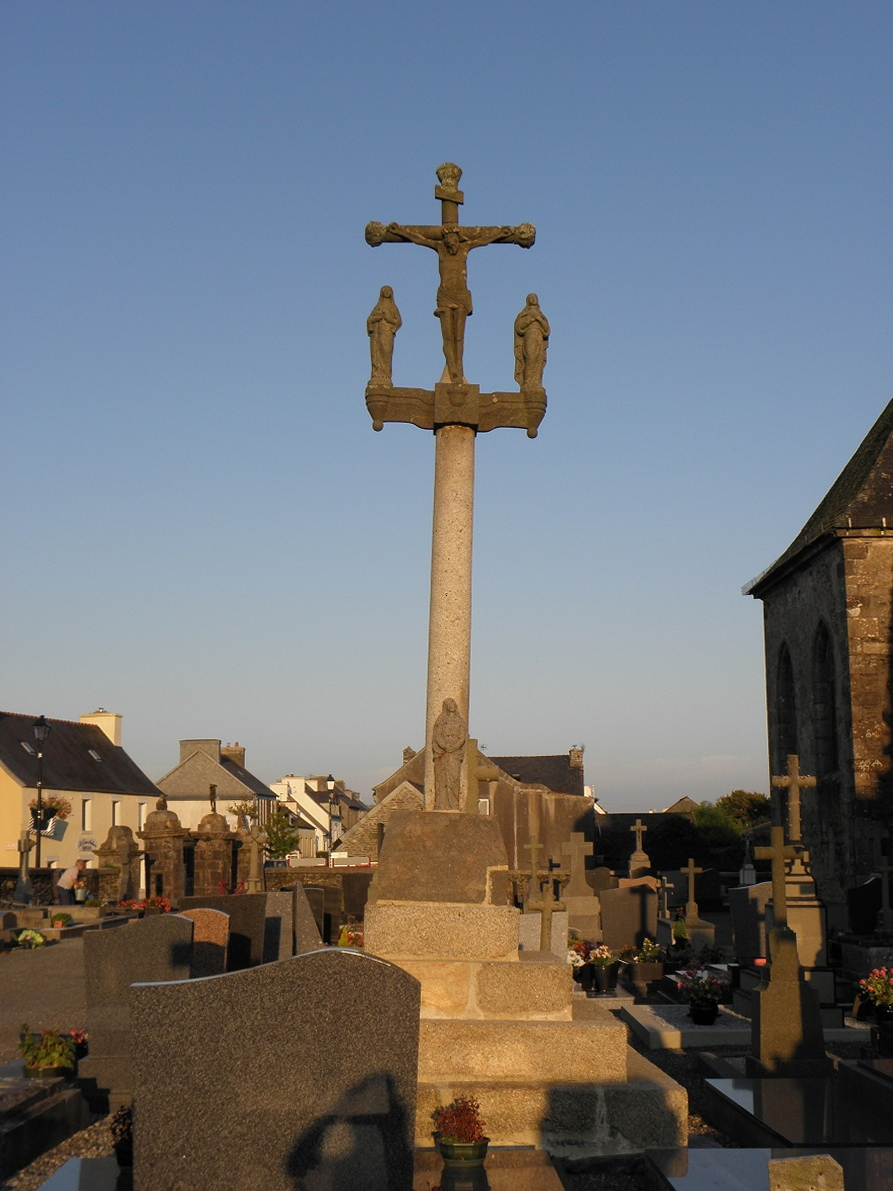
Einer der Calvaires
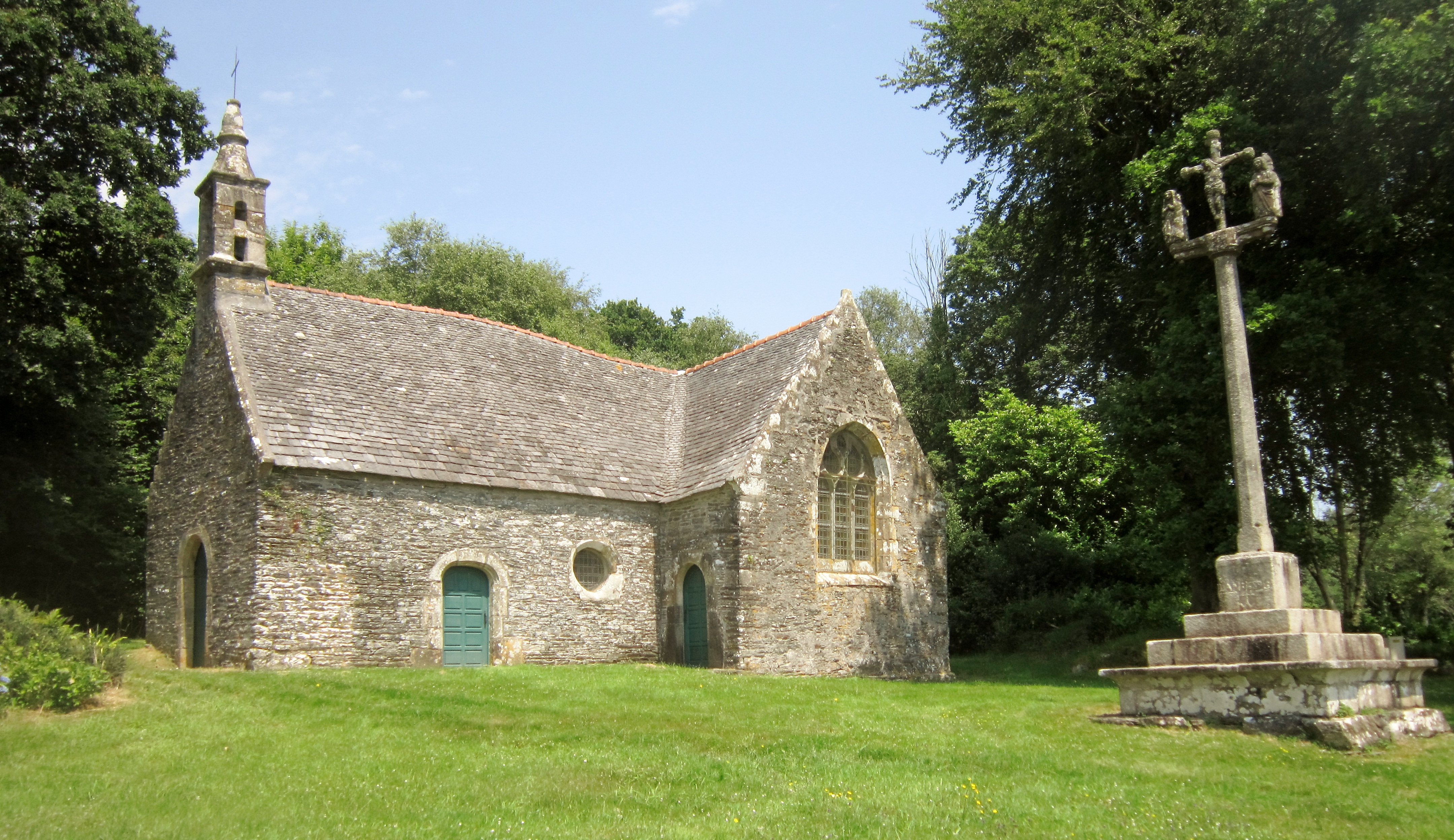
Kapelle Saint-Antoine und Calvaire

## Verkehr
Ploudiry wird nur von Departementsstraßen durchquert. Die D 35 führt durch das Zentrum, von La Martyre aus Westen kommend, und führt weiter nach Osten in Richtung Loc-Eguiner, die D 764 (ehemalige Route nationale 164), die von Carhaix nach Landerneau führt, durchquert einen kleinen Teil des südlichen Gemeindegebiets.